# Adalbert Pall
Adalbert Bela Pall (auch Béla Páll; * 1. April 1918 in Kolozsvár, Österreich-Ungarn; † vor dem 2. August 2001) war ein rumänischer Fußballspieler. Er bestritt insgesamt 246 Spiele in der rumänischen Divizia A und der ungarischen Nemzeti Bajnokság. Der Mittelfeldspieler gewann mit UTA Arad in den Jahren 1947, 1948 und 1950 die rumänische Meisterschaft.

## Karriere
Pall kam im Jahr 1932 in die Jugend von Victoria Cluj. Im Jahr 1936 stieg er in den Kader der ersten Mannschaft auf, die in der Divizia A spielte. Er wurde zur Stammkraft und konnte sich mit seiner Mannschaft im vorderen Mittelfeld platzieren. Nachdem er mit Victoria am Ende der Saison 1939/40 absteigen musste, verließ er den Verein zum Lokalrivalen Kolozsvári AC, der nach dem Zweiten Wiener Schiedsspruch in der ungarischen Nemzeti Bajnokság II spielte. Nach dem Aufstieg in die Nemzeti Bajnokság im Jahr 1941 kämpfte er mit seinem Team zunächst um den Klassenerhalt. In der Spielzeit 1943/44 profitierte er mit seinem Team davon, dass vieler Spieler aufgrund des Zweiten Weltkrieges nicht mehr zur Verfügung standen, und konnte die Liga auf dem dritten Platz abschließen und das ungarische Pokalfinale erreichen. Dort unterlag er mit seinem Klub  jedoch gegen Ferencváros Budapest.
Nach Kriegsende setzte Pall seine Laufbahn bei Ferar Cluj fort, wie sich der „KAC“ fortan nannte. Im Sommer 1946 schloss er sich dem rumänischen Erstligisten ITA Arad an. Auch bei ITA konnte er sich als Stammspieler behaupten und gewann mit der Meisterschaft 1947 seinen ersten Titel. Diesen Erfolg konnte er mit seiner Mannschaft ein Jahr später wiederholen. Oberdrein konnte er durch den Sieg im Pokalfinale 1948 gegen CFR Timișoara das Double feiern. In der Spielzeit 1948/49 konnte er an diese Leistung nicht anknüpfen. In der Saison 1950 ließ er seine dritte Meisterschaft folgen. Nach der Spielzeit 1951 beendete er seine Laufbahn.

## Nationalmannschaft
Pall kam fünfmal in der rumänischen Nationalmannschaft zum Einsatz. Er debütierte am 6. Juli 1947 beim 3:2-Erfolg über Bulgarien im Rahmen des Balkan-Cups 1947. Auch zwei Wochen später stand er beim 2:1-Sieg im Freundschaftsspiel gegen Polen in der Startaufstellung von Trainer Colea Vâlcov. Dessen Nachfolger Francisc Ronnay berücksichtigte Pall nicht. Erst als Vâlcov das Nationalteam wieder übernommen hatte, kam er am 2. Mai 1948 im Auftaktspiel des Balkan-Cups 1948 gegen Albanien zum Einsatz. Auch im zweiten Spiel am 6. Juni 1948 gehörte er demjenigen Team an, das beim 0:9 gegen Ungarn die höchste Niederlage der rumänischen Länderspielgeschichte erlitt. Danach dauerte er fast zwei Jahre, bevor Pall am 14. Mai 1950 bei 3:3 in einem Freundschaftsspiel gegen Polen zum letzten Mal berücksichtigt wurde.

## Erfolge
- Rumänischer Meister: 1947, 1948, 1950
- Rumänischer Pokalsieger: 1948